# Tineigidia aegyptiaca
Tineigidia aegyptiaca är en fjärilsart som beskrevs av Edward P. Wiltshire 1949. Tineigidia aegyptiaca ingår i släktet Tineigidia och familjen mätare. Inga underarter finns listade i Catalogue of Life.